# Каракалпакстан
Каракалпакстан (на узбекски: Qoraqalpog`iston Respublikasi) е автономна република в Узбекистан. Площта ѝ е 166 600 km² (най-голяма по територия в Узбекистан, 37,19% от нейната площ). Населението към 1 януари 2019 г. е 1 842 400 души (на 10-о място по население в Узбекистан, 5,5% от нейното население). Столицата ѝ е град Нукус. Разстоянието от Ташкент до Нукус е 1255 km.

## Историческа справка
Най-старият град в Каракалпакстан е Турткул, който е признат за такъв през 1873 г. Всичките останали 11 града в републиката са обявени за градове по време на съветската власт, в периода от 1926 г. (Ходжейли и Чимбай) до 1986 г. (Халкабад). Ва 16 февруари 1925 г. е създадена Каракалпакската автономна област в състава на РСФСР, която на 20 март 1932 г. е преобразувана в Каракалпакска АССР, но остава в рамките на РСФСР. На 5 декември 1936 г. Каракалпакската АССР е извадена от състава на РСФСР и е присъединена към територията на Узбекската ССР. На 9 януари 1992 г. е преобразувана в Република Каракалпакстан и е част от независима Република Узбекистан.

## Географска характеристика
Република Каракалпакстан е разположена в западната част на Узбекистан. На юг граничи с Туркменистан, на запад, север и североизток – с Мангистауска, Актобенска и Къзълординска област на Казахстан, на изток – с Навойска област и на югоизток – с Бухарска и Хорезъмска област. В тези си граници заема площ от 166 600 km² (най-голямата по територия административна единица в Узбекистан, 37,19% от нейната площ). Дължина от запад на изток 510 km, ширина от север на юг 390 km.
Каракалпакстан заема северозападната част на пустинята Къзълкум, югоизточната част на полупустинното плато Устюрт и делтата на река Амударя. На територията на републиката се намира южната, почти пресъхнала част на Аралско море. Северозападната част на пустинята Къзълкум представлява обширна плоска равнина, с височина от 75 до 100 m, леко наклонена на северозапад към Аралско море и заета предимно с дълги и ниски пясъчни валове и бархани. Над нея се издигат уединени ниски масиви и възвишения, най-високо от които е възвишението Султануиздаг (на около 70 km югоизточно от град Нукус) с максимална височина връх Ашчътау 478 m (42°08′25″ с. ш. 60°25′17″ и. д. / 42.140278° с. ш. 60.421389° и. д.), най-високата точка на републиката. В делтата на Амударя има множество протоци, ръкави, малки езера, обширни райони обрасли с тръстика и заблатени пространства. Напояваните земи и изградените напоителни канали са повече покрай дясната част на делтата. На запад се издига полупустинното плато Устюрт, с височина до 292 m във възвишението Карабаур. Платото се спуска със стръмен откос, т.нар. „чинк“ на изток към Аралско море и делтата на Амударя. На югоизток от Устюрт е разположена северната половина на Саръкамъшката котловина.
Климатът е рязко континентален със сравнително студена и безснежна зима и продължително горещо и сухо лято. Средна януарска температура от -4,9 °C на юг до -7,6 °C на север, а средна юлска съответно 28,2 °C и 26 °C. Годишната сума на валежите е около 110 mm и падат предимно през зимата и пролетта. Продължителността на вегетационния период (минимална денонощна температура 5 °C) е от 194 до 214 денонощия и е благоприятен за отглеждане на памук.
Единствената река в Каракалпакстан е Амударя (долното ѝ течение), която на 100 km преди устието си се разделя на ръкави и образува обширна делта. През последните години делтата на реката нараства за сметка на отдръпването на бреговете на Аралско море. Водите на Амударя почти на 100% се използват за напояване и на много места бреговете ѝ са коригирани. По време на пълноводие тя често мени коритото си, като размива бреговете си, а през пролетта по време на топенето на ледовете се задръства, излиза от бреговете си и залива обширни пространства. Във връзка с маковото използване на водите ѝ в горното и средно течение, оттокът ѝ в Аралско море е силно намалял.
Почвите в долината и делтата на Амударя са сиви ливадни, в пустинята Къзълкум – сиви пясъчни, а на платото Устюрт – сивокафяви, такири и солончаци. Пясъчните пространства на Къзълкум са покрити с рядка тревисто-храстова и пустинна растителност (острица, ксерофилни житни треви, пелин, джузгун и др.), и ниска дървесна – саксаул. В делтата на Амударя виреят топола туранга, джида, тамариск, тръстика и др. Пустинните райони са обиталище на влечуги (змии, гущери), гризачи (лалугер, пясъчна мишка), едри бозайници (джейран, вълк, лисица), птици (саксаулна сойка, беркут, дропла, чучулига), паякообразни (скорпион, фаланга). Животинският свят в делтата на Амударя е много по-богат: птици – фазан, патица, гъска, баклан, бекас, бозайници – чакал, камъшова котка, вълк, лисица, заек, дива свиня и др.

## Население
На 1 януари 2019 г. населението на Република Каракалпакстан област е наброявало 1 842 400 души (5,5% от населението на Узбекистан). Гъстота 11,06 души/km². Градско население 32%. Етнически състав: узбеки 32,82%, каракалпаки 32,1%, казахи 26,29%, туркмени 4,97%, руснаци 1,64% и др. Каракалпаките в миналото са били номади скотовъдци и рибари и за пръв път се споменава за тях през 16 век. Културата на този етнос се е изгубила по време на съветския период, когато има голяма асимилация на етноси. Говорят каракалпакски език, който е близък до узбекския и казахския език. По времето на Съветския съюз е базиран на кирилицата, а от 1996 г. насам – на латиницата.

## Административно-териториално деление
В административно-териториално отношение Република Каракалпакстан се дели на 14 административни района (тумана), 12 града, в т.ч. 2 града с областно подчинение и 10 града с районно подчинение и 26 селища от градски тип.
| Административна единица         | Площ (km²) | Население (2017 г.) | Административен център | Население (2017 г.) | Разстояние до Нукус (в km) | Други градове и сгт с районно подчинение                      |
| ------------------------------- | ---------- | ------------------- | ---------------------- | ------------------- | -------------------------- | ------------------------------------------------------------- |
| Град с републиканско подчинение |            |                     |                        |                     |                            |                                                               |
| 1. Нукус                        | 22         | 316 300             | гр. Нукус              | 316 300             | -                          | Каратау                                                       |
| 2. Тахиаташ                     | 16         | 64 138              | гр. Тахиаташ           | 64 138              | 22                         |                                                               |
| Административен район (туман)   |            |                     |                        |                     |                            |                                                               |
| 1. Амударински                  | 1020       | 186 800             | гр. Мангит             | 48 400              | 85                         | Джумуртау, Киличбай, Кипчак, Китай                            |
| 2. Берунийски                   | 9530       | 178 500             | гр. Беруни             | 66 019              | 138                        | Булиш                                                         |
| 4. Еликалински                  | 5420       | 148 000             | гр. Бустан             | 12 600              | 140                        |                                                               |
| 8. Канлъкулски                  | 740        | 48 700              | сгт Канлъкул           | 10 700              | 85                         |                                                               |
| 10. Караузякски                 | 5890       | 51 200              | сгт Караузяк           | 29 182              | 80                         |                                                               |
| 5. Кегейлийски                  | 2210       | 87 400              | сгт Кегейли            | 32 800              | 41                         | гр. Халкабад Казанкеткен                                      |
| 9. Кунградски                   | 76 000     | 124 400             | гр. Кунград            | 80 090              | 134                        | Акшолак, Алтънкул, Елабад, Жаслик, Каракалпакия, Кубла-Устюрт |
| 6. Муйнакски                    | 37 880     | 30 400              | гр. Муйнак             | 13 500              | 228                        |                                                               |
| 7. Нукуски                      | 950        | 46 500              | сгт Акмангит           | 10 100              | 18                         |                                                               |
| 12. Тахтакупърски               | 21 120     | 39 200              | сгт Тахтакупър         | 16 700              | 107                        |                                                               |
| 13. Турткулски                  | 74 800     | 201 200             | гр. Турткул            | 50 800              | 173                        | Амирабад, Мискин, Нурли-Йул, Тазабог, Турманкули              |
| 14. Ходжейлински                | 570        | 188 300             | гр. Ходжейли           | 104 589             | 38                         | Водник, Найманкул                                             |
| 3. Чимбайски                    | 2200       | 111 800             | гр. Чимбай             | 39 571              | 56                         | Айтеке                                                        |
| 11. Шуманайски                  | 780        | 54 400              | гр. Шуманай            | 11 400              | 90                         |                                                               |

## Икономика
Икономиката на региона преди е зависела основно от риболова, но сега се отглеждат най-вече памук, ориз и пъпеши. ВЕЦ-ът построен по съветско време по течението на Амударя е също с важно значение за Каракалпакстан. Делтата на Амударя е била гъсто населена в миналото, като е поддържала напоени близките земеделски площи. По времето на Хорезъм тази територия е процъфтявала. Постепенното изменение на климата през вековете и екологичната катастрофа с Аралско море променят ситуацията за този регион.